# Manicouagansjön
För andra betydelser av "Manicouagan" se Manicouagan (olika betydelser).
Manicouagansjön (franska: Lac Manicouagan) var en sjö i provinsen Québec i Kanada. Den låg längs med floden Manicouagan fram till att Daniel Johnson-dammen byggdes och Manicouaganreservoaren gjorde att området kring René-Levasseur-ön 1968 kom under vatten.